# Выборы губернатора Иркутской области (2015)
Досрочные выборы губернатора Иркутской области проходили в два тура. Первый состоялся в единый день голосования 13 сентября 2015 года, на нём наибольшее количество голосов поделили действующий губернатор Сергей Ерощенко и кандидат от КПРФ Сергей Левченко. Второй тур голосования состоялся через две недели, 27 сентября 2015 года, и большинство голосов избирателей набрал член КПРФ Левченко.
Данная избирательная кампания получила широкий резонанс. Причинами этого стали и сам факт проведения второго тура (первый случай после возвращения губернаторских выборов в России в 2012 году), и победа оппозиционного кандидата.

## Предшествующие события
Предыдущие прямые выборы губернатора Иркутской области прошли в июле—августе 2001 года (в два тура). На них в острой борьбе победил действующий губернатор Борис Говорин (47,63 %), исполнявший свои полномочия до сентября 2005 года, конца своего срока полномочий. Его соперник Сергей Левченко (КПРФ) набрал 45,26 %.
В 2003 году срок полномочий губернатора Иркутской области бы увеличен с 4 до 5 лет. В сентябре 2004 года президент России Владимир Путин предложил заменить прямые выборы глав регионов на утверждение их в должности решениями законодательных органов по предложению президента. Соответствующий законопроект был разработан и принят в декабре 2004 года. Таким образом ожидавшиеся в 2005 году губернаторские выборы не состоялись. Вместо этого в августе 2005 года президент России Владимир Путин, через новую процедуру утверждения/неутверждения кандидата парламентом региона, внёс в Заксобрание Иркутской области предложение о назначении губернатором 39-летнего начальника Восточно-Сибирской железной дороги Александра Тишанина. Кандидатура Тишанина стала неожиданной для депутатов, но была одобрена (42 голоса «за» и 2 — «против»).
В апреле 2008 года Тишанин досрочно ушёл в отставку. Президент России Владимир Путин, президентский срок полномочий которого заканчивался в мае, назначил временно исполняющим обязанности губернатора депутата Госдумы от «Единой России» Игоря Есиповского. До сентября 2008 года Есиповский совмещал обе должности, что стало прецедентом в российской политической практике. В ноябре президент России Дмитрий Медведев внёс на рассмотрение Заксобрания кандидатуру Есиповского. Его кандидатура была одобрена депутатами.
Однако в мае 2009 года Игорь Есиповский трагически погиб. Сразу же после этого президент Медведев назначил  исполняющим обязанности губернатора заместителя Есиповского Сергея Сокола, а в июне, через процедуру утверждения заксобранием, назначил губернатором вице-спикера Совета Федерации (представлявшего губернатора Иркутской области) Дмитрия Мезенцева.
2 мая 2012 года президент России Дмитрий Медведев, президентский срок которого заканчивался через несколько дней, подписал закон, возвращавший в России прямые выборы глав регионов, однако закон вступал в силу только 1 июня 2012 года. 18 мая губернатор Мезенцев подаёт в отставку. Вновь ставший 7 мая президентом России Владимир Путин 18 мая принял досрочную отставку Дмитрия Мезенцева и назначил исполняющим обязанности губернатора президента ООО «Управляющая Компания „Истлэнд“» Сергей Ерощенко. Сложение полномочий Мезенцева до вступления в силу закона о прямых выборах отложило прямые выборы губернатора Иркутской области. 24 мая Путин внёс кандидатуру Ерощенко на рассмотрение Заксобрания, а 29 мая, за два дня до вступления в силу закона о выборах, депутаты на внеочередной сессии наделили его полномочиями губернатора на 5 лет. Ерощенко стал последним главой субъекта Российской Федерации, назначенным по старой системе наделения полномочиями.
Полномочия Ерощенко истекали в мае 2017 года, однако в мае 2015 года он досрочно подал в отставку и при этом попросил у президента Путина разрешения баллотироваться вновь (в иных случаях закон это запрещает). Путин дал разрешение Ерощенко и назначил его временно исполняющим губернатора. Отмечалось, что подобное назначение делает неравными условия борьбы за пост главы региона, то есть фактически является применением административного ресурса.
На 1 июля 2015 года в Иркутской области было зарегистрировано 1 875 174 избирателя

## Ключевые даты
- 5 июня 2015 Законодательное собрание Иркутской области назначило выборы на единственно возможную дату — 13 сентября 2015 года (единый день голосования)[7]
  - следующие 3 дня — опубликование расчёта числа подписей, необходимых для регистрации кандидата
  - следующие 20 дней — период выдвижения кандидатов (с 9 по 28 июня 2015)
  - агитационный период начинается со дня выдвижения кандидата и прекращается за одни сутки до дня голосования
- с 14 по 29 июля — период сбора подписей муниципальных депутатов и регистрация заявлений кандидатов в избирательной комиссии.
- с 15 августа по 11 сентября — период агитации в СМИ.
- 12 сентября — день тишины.
- 13 сентября — день голосования.
- 27 сентября — второй тур голосования.

## Муниципальный фильтр
Для регистрации каждому кандидату необходимо собрать 257 подписей депутатов местных дум или глав муниципалитетов, из них 40 подписей должны быть получены от депутатов дум и глав городских округов и муниципальных районов (при этом нужно получить поддержку не менее чем в 32 муниципальных районах и городских округах). Представить документы на регистрацию кандидаты должны с 14 по 29 июля.

## Кандидаты
Кандидатов на выборах губернатора выдвинули 7 партий, зарегистрировано было 4 кандидата.
| Кандидат         | Должность (на момент выдвижения)                                         | Партия                | Статус                  | Кандидаты в Совет Федерации                            |
| ---------------- | ------------------------------------------------------------------------ | --------------------- | ----------------------- | ------------------------------------------------------ |
| Лариса Егорова   | помощник депутата Госдумы Андрея Крутова по работе в Иркутской области   | Справедливая Россия   | зарегистрирована        | Владимир Буханцов Марина Комарова Надежда Скабелкина   |
| Сергей Ерощенко  | врио губернатора Иркутской области                                       | Единая Россия         | зарегистрирован         | Кузьма Алдаров Виктория Дворниченко Алексей Москаленко |
| Леонид Карнаухов | пенсионер                                                                | РППС                  | не представил документы | —                                                      |
| Олег Кузнецов    | директор ООО «Группа „Континент“», депутат заксобрания Иркутской области | ЛДПР                  | зарегистрирован         | Дмитрий Ершов Георгий Любенков Сергей Магдалинов       |
| Сергей Левченко  | депутат Госдумы, заместитель председателя комитета по энергетике         | КПРФ                  | зарегистрирован         | Илья Сумароков Вячеслав Мархаев Ольга Носенко          |
| Василий Проничев | пенсионер                                                                | Патриоты России       | не представил документы | —                                                      |
| Артур Пьянов     | главный редактор газеты «Наша Сибскана»                                  | Гражданская платформа | не представил документы | Сергей Ерощенко Виктор Игнатенко Антон Романов         |

## Прогнозы и аналитика
| Опрос              | Ерощенко | Левченко | Егорова | Кузнецов | Явка | Испортят бюллетень | Затруднились ответить | Погрешность |
| ------------------ | -------- | -------- | ------- | -------- | ---- | ------------------ | --------------------- | ----------- |
| ВЦИОМ, август 2015 | 61,1 %   | 16,6 %   | 13,2 %  | 7,7 %    | 40 % | 1,5 %              | -                     | -           |

## Итоги выборов
В единый день голосования 13 сентября ни один кандидат не набрал необходимых для победы 50 % + 1 голос. Вскоре региональная избирательная комиссия сообщила о назначении даты второго тура голосования на 27 сентября 2015 года. Во второй тур выборов прошли Сергей Ерощенко от «Единой России» и Сергей Левченко от КПРФ.
| Место                                                                                        | Место                                              | Кандидат                                           | Голосов    | %      |
| -------------------------------------------------------------------------------------------- | -------------------------------------------------- | -------------------------------------------------- | ---------- | ------ |
|                                                                                              | 1.                                                 | Ерощенко, Сергей Владимирович                      | 270 526    | 49,60  |
|                                                                                              | 2.                                                 | Левченко, Сергей Георгиевич                        | 199 702    | 36,61  |
|                                                                                              | 3.                                                 | Егорова, Лариса Игоревна                           | 36 872     | 6,76   |
|                                                                                              | 4.                                                 | Кузнецов, Олег Николаевич                          | 22 626     | 4,15   |
| Число недействительных бюллетеней                                                            | Число недействительных бюллетеней                  | Число недействительных бюллетеней                  | 15 689     | 2,88   |
| Критерий                                                                                     | Критерий                                           | Критерий                                           | Количество | %      |
| Действительные и недействительные бюллетени                                                  |                                                    |                                                    |            |        |
| Число действительных бюллетеней                                                              | Число действительных бюллетеней                    | Число действительных бюллетеней                    | 529 726    | 97,12  |
| Число недействительных бюллетеней                                                            | Число недействительных бюллетеней                  | Число недействительных бюллетеней                  | 15 689     | 2,88   |
| Принявшие участие в голосовании и число избирателей                                          |                                                    |                                                    |            |        |
| Число избирателей, принявших участие в голосовании                                           | Число избирателей, принявших участие в голосовании | Число избирателей, принявших участие в голосовании | 545 415    | 100,00 |
| Число включённых в список избирателей                                                        | Число включённых в список избирателей              | Число включённых в список избирателей              | 1 869 451  | 100,00 |
| Бюллетени                                                                                    |                                                    |                                                    |            |        |
| Число бюллетеней, выданных на участке                                                        | Число бюллетеней, выданных на участке              | Число бюллетеней, выданных на участке              | 510 298    | 93,53  |
| Число бюллетеней, выданных вне участка                                                       | Число бюллетеней, выданных вне участка             | Число бюллетеней, выданных вне участка             | 35 145     | 6,44   |
| Число бюллетеней, выданных досрочно                                                          | Число бюллетеней, выданных досрочно                | Число бюллетеней, выданных досрочно                | 176        | 0,03   |
| Число выданных бюллетеней                                                                    | Число выданных бюллетеней                          | Число выданных бюллетеней                          | 545 619    | 100,00 |
| Принявшие участие в выборах (явка избирателей) и голосовании (% от общего числа избирателей) |                                                    |                                                    |            |        |
| Число избирателей, принявших участие в выборах                                               | Число избирателей, принявших участие в выборах     | Число избирателей, принявших участие в выборах     | 545 619    | 29,19  |
| Число избирателей, принявших участие в голосовании                                           | Число избирателей, принявших участие в голосовании | Число избирателей, принявших участие в голосовании | 545 415    | 29,18  |

| Место                                                                                        | Место                                              | Кандидат                                           | Голосов    | %      |
| -------------------------------------------------------------------------------------------- | -------------------------------------------------- | -------------------------------------------------- | ---------- | ------ |
|                                                                                              | 1.                                                 | Левченко, Сергей Георгиевич                        | 392 942    | 56,39  |
|                                                                                              | 2.                                                 | Ерощенко, Сергей Владимирович                      | 288 927    | 41,46  |
| Число недействительных бюллетеней                                                            | Число недействительных бюллетеней                  | Число недействительных бюллетеней                  | 15 016     | 2,15   |
| Критерий                                                                                     | Критерий                                           | Критерий                                           | Количество | %      |
| Действительные и недействительные бюллетени                                                  |                                                    |                                                    |            |        |
| Число действительных бюллетеней                                                              | Число действительных бюллетеней                    | Число действительных бюллетеней                    | 681 869    | 97,85  |
| Число недействительных бюллетеней                                                            | Число недействительных бюллетеней                  | Число недействительных бюллетеней                  | 15 016     | 2,15   |
| Принявшие участие в голосовании и число избирателей                                          |                                                    |                                                    |            |        |
| Число избирателей, принявших участие в голосовании                                           | Число избирателей, принявших участие в голосовании | Число избирателей, принявших участие в голосовании | 696 885    | 100,00 |
| Число включённых в список избирателей                                                        | Число включённых в список избирателей              | Число включённых в список избирателей              | 1 873 267  | 100,00 |
| Бюллетени                                                                                    |                                                    |                                                    |            |        |
| Число бюллетеней, выданных на участке                                                        | Число бюллетеней, выданных на участке              | Число бюллетеней, выданных на участке              | 657 091    | 94,25  |
| Число бюллетеней, выданных вне участка                                                       | Число бюллетеней, выданных вне участка             | Число бюллетеней, выданных вне участка             | 39 875     | 5,72   |
| Число бюллетеней, выданных досрочно                                                          | Число бюллетеней, выданных досрочно                | Число бюллетеней, выданных досрочно                | 187        | 0,03   |
| Число выданных бюллетеней                                                                    | Число выданных бюллетеней                          | Число выданных бюллетеней                          | 697 153    | 100,00 |
| Принявшие участие в выборах (явка избирателей) и голосовании (% от общего числа избирателей) |                                                    |                                                    |            |        |
| Число избирателей, принявших участие в выборах                                               | Число избирателей, принявших участие в выборах     | Число избирателей, принявших участие в выборах     | 697 153    | 37,22  |
| Число избирателей, принявших участие в голосовании                                           | Число избирателей, принявших участие в голосовании | Число избирателей, принявших участие в голосовании | 696 885    | 37,20  |

| АТЕ                       | Явка (в %) | Сергей Ерощенко | Сергей Ерощенко | Сергей Левченко | Сергей Левченко | Лариса Егорова | Лариса Егорова | Олег Кузнецов | Олег Кузнецов | Недействительные бюллетени | Недействительные бюллетени |
| АТЕ                       | Явка (в %) | Голосов         | %               | Голосов         | %               | Голосов        | %              | Голосов       | %             | Кол-во                     | %                          |
| ------------------------- | ---------- | --------------- | --------------- | --------------- | --------------- | -------------- | -------------- | ------------- | ------------- | -------------------------- | -------------------------- |
| Бодайбинский район        | 21,18      | 1 239           | 32,88           | 1 714           | 45,49           | 454            | 12,05          | 211           | 5,60          | 150                        | 3,98                       |
| Мамско-Чуйский район      | 42,75      | 1 120           | 58,67           | 444             | 23,26           | 167            | 8,75           | 76            | 3,98          | 102                        | 5,34                       |
| Киренский район           | 34,29      | 3 354           | 60,12           | 1 087           | 19,48           | 709            | 12,71          | 224           | 4,02          | 205                        | 3,67                       |
| Катангский район          | 42,38      | 906             | 68,48           | 268             | 20,26           | 76             | 5,76           | 48            | 3,63          | 25                         | 1,89                       |
| Усть-Кутский район        | 33,81      | 7 331           | 51,33           | 4 392           | 30,75           | 1 338          | 9,37           | 788           | 5,52          | 433                        | 3,03                       |
| Нижнеилимский район       | 34,87      | 7 347           | 48,18           | 4 841           | 31,75           | 1 376          | 9,02           | 987           | 6,47          | 698                        | 4,58                       |
| Усть-Илимский район       | 24,84      | 2 148           | 60,20           | 789             | 22,11           | 356            | 9,98           | 159           | 4,46          | 116                        | 3,25                       |
| Усть-Илимск               | 39,09      | 13 989          | 53,63           | 8 260           | 31,67           | 1 660          | 6,36           | 914           | 3,50          | 1 261                      | 4,83                       |
| Братский район            | 33,32      | 6 415           | 42,92           | 5 780           | 38,67           | 1 334          | 8,93           | 639           | 4,28          | 778                        | 5,21                       |
| Братск                    | 19,59      | 16 334          | 46,36           | 13 479          | 38,26           | 2 583          | 7,33           | 1 766         | 5,01          | 1 070                      | 3,04                       |
| Чунский район             | 39,83      | 5 270           | 46,66           | 4 098           | 36,28           | 950            | 8,41           | 534           | 4,73          | 443                        | 3,92                       |
| Казачинско-Ленский район  | 23,99      | 1 709           | 48,91           | 1 132           | 32,40           | 362            | 10,36          | 167           | 4,78          | 124                        | 3,55                       |
| Качугский район           | 44,85      | 3 263           | 50,35           | 2 320           | 35,80           | 466            | 7,19           | 213           | 3,29          | 218                        | 3,36                       |
| Ольхонский район          | 49,67      | 1 833           | 52,98           | 1 266           | 36,59           | 207            | 5,98           | 83            | 2,40          | 71                         | 2,05                       |
| Жигаловский район         | 39,22      | 1 399           | 51,68           | 923             | 34,10           | 199            | 7,35           | 138           | 5,10          | 48                         | 1,78                       |
| Усть-Удинский район       | 31,37      | 1 671           | 46,52           | 1 501           | 41,79           | 208            | 5,79           | 114           | 3,17          | 98                         | 2,73                       |
| Балаганский район         | 51,74      | 2 415           | 66,47           | 788             | 21,69           | 178            | 4,90           | 135           | 3,72          | 117                        | 3,22                       |
| Зиминский район           | 47,49      | 3 063           | 63,36           | 1 213           | 25,09           | 254            | 5,25           | 119           | 2,46          | 185                        | 3,83                       |
| Зима                      | 32,58      | 5 305           | 66,35           | 2 137           | 26,73           | 225            | 2,81           | 140           | 1,75          | 188                        | 2,35                       |
| Саянск                    | 32,84      | 5 824           | 55,14           | 3 550           | 33,61           | 624            | 5,91           | 302           | 2,86          | 262                        | 2,48                       |
| Куйтунский район          | 33,54      | 4 365           | 51,43           | 3 080           | 36,29           | 502            | 5,91           | 277           | 3,26          | 264                        | 3,11                       |
| Иркутский район           | 28,30      | 6 725           | 38,08           | 8 203           | 46,45           | 1 295          | 7,33           | 937           | 5,31          | 498                        | 2,82                       |
| Иркутск                   | 24,90      | 34 321          | 30,18           | 63 289          | 55,66           | 8 592          | 7,56           | 5 230         | 4,60          | 2 274                      | 2,00                       |
| Ангарский городской округ | 20,56      | 17 191          | 44,42           | 16 124          | 41,67           | 2 790          | 7,21           | 1 533         | 3,96          | 1 061                      | 2,74                       |
| Слюдянский район          | 27,78      | 5 178           | 51,59           | 3 182           | 33,55           | 448            | 4,72           | 427           | 4,50          | 250                        | 2,64                       |
| Баяндаевский район        | 67,31      | 4 371           | 73,19           | 1 252           | 20,96           | 152            | 2,55           | 102           | 1,71          | 95                         | 1,59                       |
| Эхирит-Булагатский район  | 35,12      | 4 821           | 58,62           | 2 764           | 33,61           | 328            | 3,99           | 159           | 1,93          | 152                        | 1,85                       |
| Боханский район           | 45,15      | 5 144           | 63,96           | 2 131           | 26,50           | 393            | 4,89           | 257           | 3,20          | 118                        | 1,47                       |
| Осинский район            | 47,23      | 4 885           | 68,37           | 1 813           | 25,37           | 229            | 3,21           | 124           | 1,74          | 94                         | 1,32                       |
| Аларский район            | 41,95      | 5 398           | 64,62           | 2 074           | 24,83           | 453            | 5,42           | 263           | 3,15          | 166                        | 1,99                       |
| Нукутский район           | 48,84      | 4 354           | 75,04           | 976             | 16,82           | 263            | 4,53           | 112           | 1,93          | 97                         | 1,67                       |
| Шелеховский район         | 25,21      | 5 122           | 41,14           | 5 251           | 42,17           | 1 138          | 9,14           | 561           | 4,51          | 379                        | 3,04                       |
| Усольский район           | 31,55      | 5 310           | 45,91           | 4 686           | 40,52           | 626            | 5,41           | 570           | 4,93          | 373                        | 3,23                       |
| Усолье-Сибирское          | 23,76      | 9 114           | 58,02           | 4 251           | 27,06           | 691            | 4,40           | 1 279         | 8,14          | 373                        | 2,37                       |
| Свирск                    | 48,58      | 4 099           | 73,71           | 840             | 15,11           | 250            | 4,50           | 207           | 3,72          | 165                        | 2,97                       |
| Черемховский район        | 53,49      | 8 166           | 68,38           | 2 416           | 20,23           | 585            | 4,90           | 366           | 3,06          | 409                        | 3,24                       |
| Черемхово                 | 44,13      | 14 703          | 82,34           | 2 007           | 11,24           | 472            | 2,64           | 288           | 1,61          | 387                        | 2,17                       |
| Заларинский район         | 36,47      | 4 818           | 58,48           | 2 391           | 29,02           | 521            | 6,32           | 303           | 3,68          | 206                        | 2,50                       |
| Тулунский район           | 37,94      | 4 938           | 63,58           | 1 929           | 24,84           | 505            | 6,50           | 261           | 3,36          | 134                        | 1,73                       |
| Тулун                     | 27,31      | 5 649           | 59,17           | 2 791           | 29,23           | 569            | 5,96           | 330           | 3,46          | 208                        | 2,18                       |
| Нижнеудинский район       | 29,14      | 9 285           | 59,60           | 4 159           | 26,70           | 962            | 6,17           | 492           | 3,16          | 681                        | 4,37                       |
| Тайшетский район          | 30,81      | 10 634          | 60,31           | 4 111           | 23,32           | 1 382          | 7,84           | 791           | 4,49          | 713                        | 4,04                       |
| Всего                     | 29,19      | 270 526         | 49,60           | 199 702         | 36,61           | 36 872         | 6,76           | 22 626        | 4,15          | 15 689                     | 2,88                       |

| АТЕ                | Явка (в %) | Сергей Левченко | Сергей Левченко | Сергей Ерощенко | Сергей Ерощенко | Недействительные бюллетени | Недействительные бюллетени |
| АТЕ                | Явка (в %) | Голосов         | %               | Голосов         | %               | Кол-во                     | %                          |
| ------------------ | ---------- | --------------- | --------------- | --------------- | --------------- | -------------------------- | -------------------------- |
| Бодайбинский район | 29,38      | 3 885           | 73,92           | 1 261           | 23,99           | 110                        | 2,09                       |
| Всего              | 37,22      | 392 942         | 56,39           | 288 927         | 41,46           | 15 016                     | 2,15                       |

Таким образом, губернатором Иркутской области был избран член партии КПРФ Сергей Левченко, официально вступивший в должность на инаугурации 2 октября 2015 года.